# 大和守安定
大和守 安定（やまとのかみ やすさだ）は江戸時代の武蔵国の刀工。作った刀は切れ味がいいことから幕末に人気を博したとされる。銘は「大和守安定」「武蔵國住大和守安定」「富田大和守安定」「大和守源安定」。
安定の刀は茎に裁断銘が多くあり切れ味がよかった。山野加右衛門永久が江戸幕府始まって以来五つ胴を切ったとされる刀もある。遊撃隊の伊庭八郎や新撰組の大石鍬次郎、沖田総司が使っていたといわれる。作風としては、虎徹と似る。

## 来歴
『新刀弁疑』には槍や矢尻を作成し、室町時代末に近江、京、紀州へと移った紀伊国石堂派出身とする説が有力視されているが、『古今鍛冶備考』に記された越前下坂鍛冶系とも伝えられていた。俗名冨田宗兵衛、または飛田宗兵衛。慶安元年頃に江戸に出て、二代康継の門下に入ったと考えられているが、刀剣春秋新聞社を創立した飯田一雄はこれを年代的に一致しないものとしている。師に関しては他にも安広、和泉守兼重とも考えられている。大和大掾の受領名を得た後で大和守に転任している。初代の最後の作品が寛文13年に作られている。

## 門下
『新刃銘尽』に神田白銀町に居を持ち、一代限りの刀工であったことが記されている。また『新刀一覧』にも同様の記述が見られる。ただし息子の安次（宗太夫、元和4年生まれと推定）が一時期二代目安定を名乗り、作品に銘を入れている。
日本美術刀剣保存協会、および東京国立博物館に勤めた小笠原信夫は仙台出身の弟子を多く取っていることについて山野加右衛門の影響について著書で触れている。ただし山田浅右衛門の『懐刀剣尺』では良業物の末尾に記されている。